# Daybreak (藤原さくらの曲)
「daybreak」（デイブレイク）は、日本のシンガーソングライター・藤原さくらの楽曲。2023年10月25日にTiny Jungle Recordsからデジタルシングルとしてリリースされた。

## 概要
「daybreak」は、4thアルバム「AIRPORT」以来約５ヶ月ぶりとなる楽曲。本作は、日本テレビ系土曜ドラマ「ゼイチョー〜「払えない」にはワケがある〜」の挿入歌として書き下ろされた。
作詞作曲は藤原、サウンドプロデュースは石若駿が手がけた。Michael Kanekoが英語詞のアシスタントとして参加。
MVの監督は江田明里が務めており、逆再生とダンスを用いて、楽曲を祈りのように表現している。リリックビデオでは、藤原のマネージャーがダンサーとして参加している。
ジャケットのアートワークは、アートディレクションをデザイナーの佐藤裕吾が担当し、絵を画家の古田和子が担当した。

## 制作背景
藤原と石若の出会いは、2021年10月にリリースされたシンガーソングライターのReiとのコラボレーション曲「Smile! with 藤原さくら」のレコーディングの時。その後、2022年にリリースされた原田知世のデビュー40周年を記念したカバーアルバム「ToMoYo covers～原田知世オフィシャル・カバー・アルバム」に収録されている、藤原がカバーした「早春物語」で初めて石若をプロデューサーとして向い入れる。藤原が石若駿のソロワーク「Songbook」シリーズを聴き、自分の好きな音楽性に近いという感覚を抱いていたことからプロデュースのオファーをしたという。本作は「早春物語」以来のタッグとなる。
藤原自身は本作を原点回帰のような自分が音楽を始めた時の好きだった音像に立ち返ったような曲と表現してる。最初はしっとりとしたバラードを描こうと作曲したが、石若がサビから早く刻むようなリズムになるじょじょに盛り上がりを作るようなサウンドにしたところ、藤原がそのアレンジを気に入った。英語詞にしたのは、メロディを作っていく中で、自然と英語のフレーズが出てきたので、それを素直にそのまま書いていった。また、ドラマで流れることを想像すると、英語の方がそっと包み込んでくれるような気がしたからだという。
レコーディングは最初はクリックに合わせて演奏を行ったが、最終的にはクリック無しのセッションで一斉に録ったテイクが使われた。「レコーディングというより、かなりライヴ感のある雰囲気の曲」だという。
レコーディング参加のメンバーは、2021年以降知り合った、ジャズ界隈のミュージシャンが多い。

## 参加ミュージシャン
- 藤原さくら - ボーカル、コーラス
- 石若駿：ドラム、ウーリッツァー、プログラミング
- 海野雅威 - ピアノ
- 井上銘 - エレクトリックギター
- Marty Holoubek - ウッドベース